# Ньютон (округ Манітовок, Вісконсин)
Ньютон (англ. Newton) — місто (англ. town) в США, в окрузі Манітовок штату Вісконсин. Населення — 2122 особи (2020).

## Демографія
Згідно з переписом 2010 року, у місті мешкали 2264 особи в 884 домогосподарствах у складі 692 родин. Було 953 помешкання
Расовий склад населення:
| - 97,5 % — білих - 1,4 % — азіатів - 0,1 % — корінних американців |

До двох чи більше рас належало 0,8 %. Частка іспаномовних становила 1,1 % від усіх жителів.
За віковим діапазоном населення розподілялося таким чином: 22,3 % — особи молодші 18 років, 63,4 % — особи у віці 18—64 років, 14,3 % — особи у віці 65 років та старші. Медіана віку мешканця становила 45,6 року. На 100 осіб жіночої статі у місті припадало 107,5 чоловіків;  на 100 жінок у віці від 18 років та старших — 106,9 чоловіків також старших 18 років.
Середній дохід на одне домашнє господарство  становив 81 008 доларів США (медіана — 68 875), а середній дохід на одну сім'ю — 90 624 долари (медіана — 83 203). Медіана доходів становила 51 360 доларів для чоловіків та 45 150 доларів для жінок. За межею бідності перебувало 7,6 % осіб, у тому числі 9,4 % дітей у віці до 18 років та 3,6 % осіб у віці 65 років та старших.
Цивільне працевлаштоване населення становило 1327 осіб. Основні галузі зайнятості: виробництво — 28,1 %, освіта, охорона здоров'я та соціальна допомога — 18,0 %, науковці, спеціалісти, менеджери — 8,2 %, будівництво — 8,1 %.